# NGC 1690
NGC 1690 is een balkspiraalstelsel in het sterrenbeeld Orion. Het hemelobject werd op 13 maart 1831 ontdekt door de Britse astronoom John Herschel.

## Synoniemen
- PGC 16290
- UGC 3198
- MCG 0-13-27
- ZWG 394.30